# ディーサイド (ボーカルグループ)
ディーサイド(D-Side)は2001年に結成したアイルランド出身のボーカルグループ。日本、UK、ヨーロッパで成功を収めており2002年にスマッシュ・ヒットでベストニューバンド賞を受賞。もともとは5人組みだったが現在は3人組み。これまでにUKチャートでトップ10に3度ランクインし、ブルーやウエストライフのライブサポートとしても2003年と2004年に活躍。またBBCの"Children In Need"といった多数のチャリティイベントに参加している。
日本ではシングル、"Invisible"がチャート1位を記録し、エイベックスとレーベル契約を結んでいる。

## メンバー
- ライアン・オリーン 身長167cm。
- デレック・モラン 身長170cm。
- シェイン・グリーヴィ 身長170cm。
- ダミアン・ボウ - 脱退。身長167cm。
- デイン・ガイデン - 脱退。身長167cm。

## 来歴

### デビュー:Stronger Together
2003年にポリドール・レコードよりデビューアルバム、"Stronger Together"をリリース。同アルバムはUK、アイルランド、ドイツ、フランス、日本、中国で成功を収め、この6カ国のチャートでトップ10にランクインした。またこのアルバムから5枚シングルが発売され、デビューシングル、"Stronger Together"は母国アイルランドで2位。セカンドシングルの"Speechless"はUKと日本のチャートで9位、アイルランドで8位を記録。2003年の暮には3枚目の"Invisible"がリリースされ、UKチャート7位、中国、アイルランド、フランスではトップ5にランクイン、そして日本では1位を獲得した。この勢いで4枚目の"Real World"を2004年2月にリリースし、こちらも日本で1位を、UKで9位、アイルランドで4位、中国で2位を獲得した。2か月後の4月に5枚目の"Pushin' Me Out"をリリースしたが日本では7位、UKでは21位に終わっている。

### Gravity
2005年にセカンドアルバム、"Gravity"がポリドール/エイベックスよりリリースされ、日本でチャート2位を獲得したが母国であるアイルランドでは20位に終わっている。このころメンバーのダミアンとデインがグループから脱退しディーサイドはそれ以来3人で活動をしている。
セカンドアルバムに収録されている"One More Night Alone"が日本と中国でのみ発売され、日本では1位を獲得。また、2枚目の"Sacrifice"はブルーのアントニー・コスタとのデュエットで日本・中国の両国でチャート1位を獲得した。
3枚目の"Who Wants The World"は日本でのみリリースされ、チャート2位を記録した。

### Unbroken
サードアルバム、"Unbroken"が2006年10月28日にリリースされた。5曲目の"No One"はブライアン・アダムスの作詞である。

## ディスコグラフィ

### アルバム
| 年     | アルバム                           | チャート | チャート     | チャート | チャート | チャート | チャート |                                 |
| 年     | アルバム                           | UK       | アイルランド | ドイツ   | フランス | 日本     | 中国     |                                 |
| ------ | ---------------------------------- | -------- | ------------ | -------- | -------- | -------- | -------- | ------------------------------- |
| 2003年 | "Stronger Together"                | 62       | 2            | -        | -        | 1        | 4        | レーベル:ポリドール・レコード   |
| 2005年 | "Gravity"                          | -        | -            | -        | -        | 16       | 10       | レーベル:ポリドール・レコード   |
| 2005年 | "Gravity" - デラックスエディション | -        | -            | -        | -        | 1        | -        | レーベル:ポリドール・レコード   |
| 2006年 | "Unbroken"                         | -        | -            | -        | -        | 1        | 8        | レーベル:ポリドール・レコード   |
| 2008年 | "Best Of D-Side 2004-2008"         | -        | -            | -        | -        |          |          | レーベル:エイベックス・ジャパン |

### シングル
| 年     | シングル                             | チャート | チャート     | チャート | チャート | チャート | チャート |                             |
| 年     | シングル                             | UK       | アイルランド | ドイツ   | フランス | 日本     | 中国     |                             |
| ------ | ------------------------------------ | -------- | ------------ | -------- | -------- | -------- | -------- | --------------------------- |
| 2003年 | "Stronger Together"                  | -        | 2            | -        | -        | -        | -        | アルバム: Stronger Together |
| 2003年 | "Speechless"                         | 9        | 8            | 91       | -        | 9        | 23       | アルバム: Stronger Together |
| 2003年 | "Invisible"                          | 7        | 5            |          |          | 1        | 2        | アルバム: Stronger Together |
| 2004年 | "Real World"                         | 9        | 4            |          |          | 1        | 2        | アルバム: Stronger Together |
| 2004年 | "Pushin' Me Out"                     | 21       | 40           |          |          | 7        | 39       | アルバム: Stronger Together |
| 2005年 | "One More Night Alone"               | -        | -            |          |          | 1        | 27       | アルバム: Gravity           |
| 2005年 | "Sacrifice" Feat. アントニー・コスタ | -        | -            | -        | -        | 1        | 1        | アルバム: Gravity           |
| 2005年 | "Who Wants The World"                | -        | -            | -        | -        | 2        | -        | アルバム: Gravity           |
| 2006年 | "Unbroken"                           | -        | -            | -        | -        | 1        | 6        | アルバム: Unbroken          |

### DVD
| 年     | DVD                                   | Chart | Chart        | Chart  | Chart    | Chart | Chart |                               |
| 年     | DVD                                   | UK    | アイルアンド | ドイツ | フランス | 日本  | 中国  |                               |
| ------ | ------------------------------------- | ----- | ------------ | ------ | -------- | ----- | ----- | ----------------------------- |
| 2003年 | "First Reflection"                    | -     | -            | -      | -        | 8     | -     | レーベル:ポリドール・レコード |
| 2005年 | "Gravity" - DVDデラックスエディション | -     | -            | -      | -        | 1     | -     | レーベル:ポリドール・レコード |

## 来日公演
- D-SIDE THE INVISIBLE TOUR　
  - 2005年1月21日、名古屋ボトムライン
  - 2005年1月22日、Shibuya O-EAST
  - 2005年1月23日、Shibuya O-EAST
  - 2005年1月24日、福岡クロッシングホール
  - 2005年1月26日、大阪BIG CAT
- D-SIDE GRAVITY JAPAN TOUR
  - 2005年12月19日、心斎橋クアトロ
  - 2005年12月20日、名古屋ボトムライン
  - 2005年12月21日、shibuya O-EAST